# Лютовиський деканат
Лютовиський деканат — колишня структурна одиниця Перемишльської єпархії греко-католицької церкви з центром в м. Лютовиська. Очолював деканат декан.

## Територія
В 1936 році в Лютовиському деканаті було 17 парафій:
1. Парафія с. Береги Горішні;
2. Парафія с. Боберка з філією в с. Боберка Горішна;
3. Парафія с. Дверник з приходом у с. Руське;
4. Парафія с. Дидьова з філією в с. Локоть;
5. Парафія с. Затварниця;
6. Парафія с. Криве над Сяном з філіями в с. Творильне, с. Гільське;
7. Парафія с. Лютовиська з філіями в с. Журавин-Полонинське, с. Кривка;
8. Парафія с. Поляна з філією в с. Росолин та приходом у с. Видрне, с. Середнє Мале;
9. Парафія с. Райське з філіями в с. Городок, с. Студене;
10. Парафія с. Скородне;
11. Парафія с. Смільник з філією в с. Ступосяни та приходом у с. Протісне, с. Бережки;
12. Парафія с. Телешиця Сянна з приходом у с. Соколє;
13. Парафія с. Устріки Горішні з філією в с. Волосате;
14. Парафія с. Хміль;
15. Парафія с. Хревть з філією в с. Панищів;
16. Парафія с. Царинське з приходом у с. Насічне;
17. Парафія с. Чорна з філіями в с. Чорна Долішня, с. Жолобок.

### Декан
- 1936 — Згорлякевич Франц в Хревті.

### Кількість парафіян
1936 — 26 196 осіб.
Деканат було ліквідовано в травні 1946 р.